# Aveize
Aveize település Franciaországban, Rhône megyében. Lakosainak száma 1108 fő (2022. január 1.). Aveize Sainte-Foy-l’Argentière, Pomeys, Souzy, Saint-Genis-l'Argentière, La Chapelle-sur-Coise, Duerne, Grézieu-le-Marché és Meys községekkel határos.

## Népesség
A település népességének változása:
| Lakosok száma | 1115 | 1129 | 1158 | 1127 | 1126 | 1129 | 1122 | 1115 | 1108 |
|               | 2013 | 2015 | 2016 | 2017 | 2018 | 2019 | 2020 | 2021 | 2022 |